# Биарриц
Биарри́ц (фр. Biarritz) — город на юго-западе Франции, в департаменте Атлантические Пиренеи (регион Новая Аквитания). Расположен вдоль Берега Басков (фр. côte Basque) на мысе святого Мартина и практически вплотную примыкает к городам Англет и Байонна. Роскошный приморский климатический и бальнеологический курорт Франции. В «прекрасную эпоху» место отдыха и лечения аристократии и королевских особ, сейчас — президентов и других высокопоставленных лиц. Благодаря мощным волнам Атлантики, Биарриц является всемирно известным центром сёрфинга.
В четырёх километрах от города находится аэропорт, связывающий город со многими городами Франции и Европы. В трёх километрах от центра города расположен железнодорожный вокзал, время в пути прямым рейсом до Парижа (вокзал Монпарнас) на высокоскоростном поезде TGV составляет 4 часа 15 минут.
Биарриц расположен на границе между Баскскими землями и Гасконью. На всех административных зданиях департамента рядом с флагами Франции и Евросоюза расположены и красно-зелёно-белые флаги басков.

## География

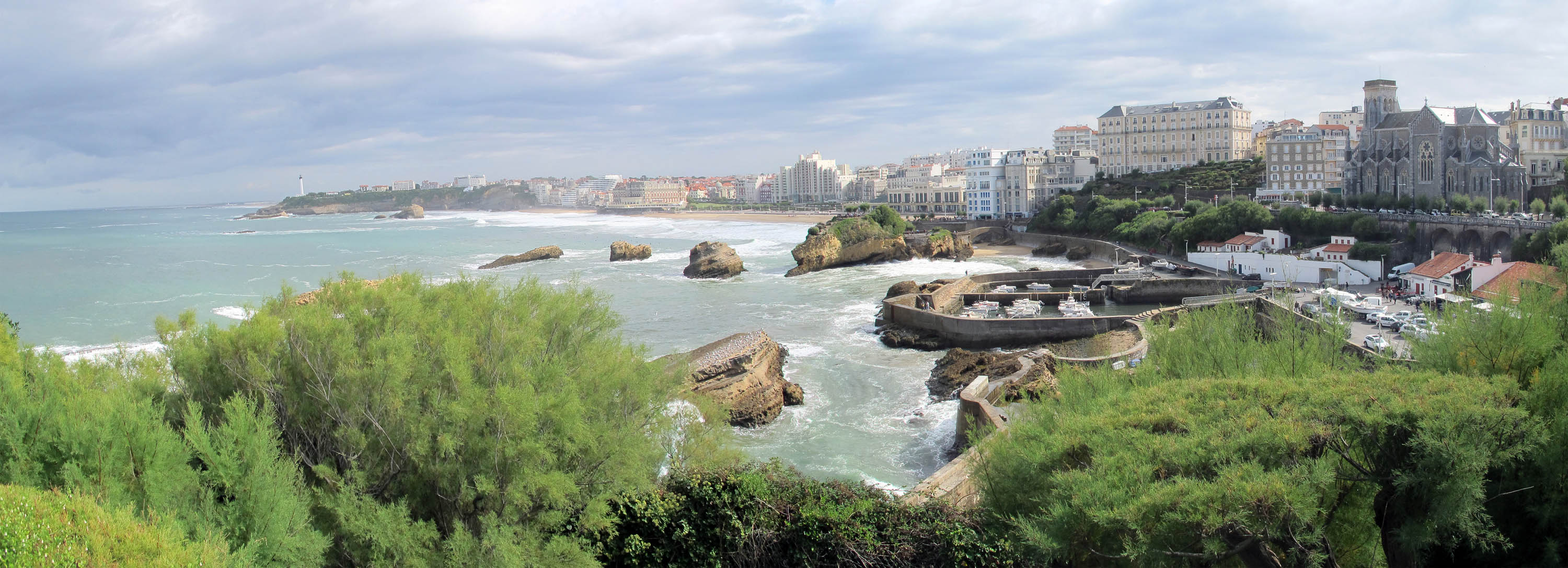
Рыбацкая гавань, центральный пляж и маяк Биаррица

Биарриц расположен на атлантическом побережье юго-запада Франции в глубине Бискайского залива, вблизи от испано-французской границы. Мыс Сен-Мартен, на котором установлен маяк Биаррица, является границей между песчаными пляжами Серебряного берега Франции, начинающимися далеко на севере в Жиронде, и обрывистым скалистым берегом, протянувшимся отсюда южнее в Баскские земли. Биарриц построен на нескольких холмах, расположенных вдоль побережья. Городские кварталы выходят непосредственно на несколько бухт и пляжи мелкого песка, в том числе центральный пляж Гран-Плаж, который регулярно картографируется благодаря системам позиционирования и морским судам, оснащённым эхолотами.
Биарриц расположен на землях исторической провинции Лабурдан у западной границы между Баскскими землями и Гасконью. Территория коммуны находится в крайней южной точке ареала гасконского языка.
Согласно базе данных Sandre по территории коммуны протекает только канал Atxinetxe который, пройдя через Англет, впадает в реку Адур на территории Байонны.
Прежде, до начала развития города и изменения русла ручьёв, поселение отличалось холмистой территорией, частично поросшей утёсником, частично заболоченной, с ручьями и родниками. Эти ручьи впадали в пруд, находившийся между пляжами Марбелла и Миледи, на месте которого сейчас расположены очистные сооружения.

### Климат
Биарриц открыт морским ветрам, поскольку город располагается амфитеатром на берегу океана. Зимы здесь мягкие, а летняя жара вполне терпима. Благодаря такой выгодной климатической ситуации Биарриц в 1912 году был наделён официальным статусом климатического и бальнеологического курорта Франции. Влияние на местный режим ветров оказывают три фактора: Атлантический океан, Пиренейская гряда и система местных бризов. Преобладают тёплые морские ветра, приносящие летом влажность и свежесть, а зимой — мягкую погоду. Тёплые ветра южного направления формируются эффектом фёна. Действительно, воздушные массы, поступающие из Испании, теряют свою влажность, проходя через Пиренеи, и нагреваются, теряя высоту. Зимой температура в Биаррице зачастую выше температуры в других районах Франции. Средние показатели температуры в Биаррице зимой находятся у отметки 8 °C, а летом приближаются к 20 °C. Длительные осадки на баскском побережье являются редкостью, конечно, за исключением зимних штормов. Чаще они проявляются в виде кратковременных грозовых ливней.
- Среднее количество снежных дней в году: 3
- Среднее количество туманных дней в году: 30
- Среднее количество дней с грозами в году: 34
- Среднее количество дней с заморозками в году: 17

| Показатель                    | Янв.  | Фев.  | Март  | Апр.  | Май   | Июнь | Июль | Авг.  | Сен.  | Окт.  | Нояб. | Дек.  | Год    |
| ----------------------------- | ----- | ----- | ----- | ----- | ----- | ---- | ---- | ----- | ----- | ----- | ----- | ----- | ------ |
| Абсолютный максимум, °C       | 23,4  | 28,9  | 29,7  | 32,1  | 34,8  | 39,2 | 39,8 | 40,6  | 37,0  | 32,2  | 26,1  | 25,1  | 40,6   |
| Средний суточный максимум, °C | 11,6  | 12,6  | 13,8  | 15,3  | 18,3  | 20,9 | 23,5 | 23,7  | 22,9  | 19,7  | 14,7  | 12,0  | 17,4   |
| Средняя температура, °C       | 8,1   | 9,0   | 10,0  | 11,7  | 14,6  | 17,3 | 19,8 | 19,9  | 18,6  | 15,6  | 11,0  | 8,5   | 13,7   |
| Средний суточный минимум, °C  | 4,5   | 5,3   | 6,1   | 8,2   | 10,9  | 13,7 | 16,0 | 16,1  | 14,3  | 11,5  | 7,3   | 5,1   | 9,9    |
| Абсолютный минимум, °C        | −12,7 | −11,5 | −7,2  | −1,3  | 3,3   | 5,3  | 9,2  | 8,6   | 5,3   | −0,6  | −5,7  | −8,9  | −12,7  |
| Норма осадков, мм             | 143,2 | 122,7 | 121,7 | 132,9 | 121,0 | 90,9 | 65,1 | 102,3 | 124,6 | 135,7 | 174,2 | 148,7 | 1482,9 |
| Источник: Météo France.       |       |       |       |       |       |      |      |       |       |       |       |       |        |

## История

### Английское владение
В 1152 году герцогиня Аквитании Алиенора вышла замуж за Генриха Плантагенета, который стал сюзереном герцогства Аквитании. Старший сын короля Англии Генриха III, принц Эдуард, наследовал герцогство и был обручён с Элеонорой Кастильской, которая принесла ему права на Гасконь.
На землях современного Биаррица на вершине выдающегося мыса, который служил местом наблюдения за китами, англичане возвели укреплённый замок, используя фундамент старой древнеримской постройки. Этот замок, названный Феррагус, имел двойной пояс укреплений, стены толщиной два метра, подъёмный мост и четыре башни. Упоминания этого замка имелись ещё в 1603 году (королевские грамоты Генриха IV). В дальнейшем от замка осталась одна башня, где в 1739 году по решению морского министра Франции устроили маячное сооружение, служившее навигационным ориентиром. Башню разрушили в 1856 году.

### Курорт

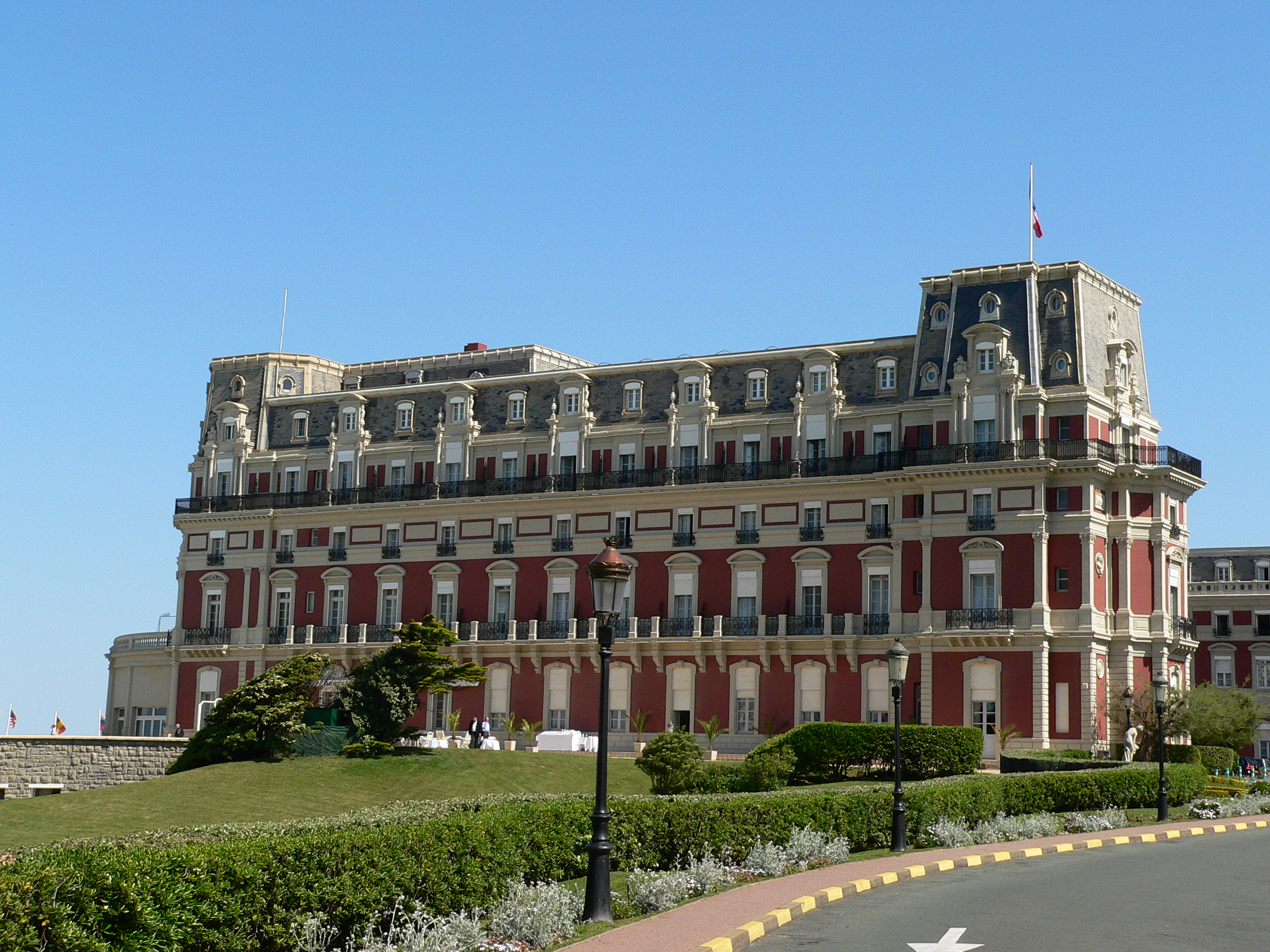
Отель-дю-Пале, построенный в 1850-е годы для императрицы Евгении

Курортный Биарриц, нашедший широчайшее признание в XIX веке, построен на месте мелкой деревни китобоев (существовавшей с XI века), которую в 1843 году приметил писатель Виктор Гюго. Он предвидел возможность превращения Биаррица в пляжный город.
Первоначально деревня имела два жилых района: квартал вокруг церкви святого Мартина и квартал в рыбацком порту (фр. Port-Vieux), под защитой замка Белай или Феррагус. На гербе поселения представлена большая китобойная барка, которая и сейчас остаётся символом города.
Местное население имеет васконское происхождение; однако трудно установить наличие баскских или гасконских корней. С административной точки зрения, до 1790 года Биарриц являлся частью баскской провинции Лабурдан.
Первый маяк здесь был построен в 1650 году.
В конце XVIII века во Франции входят в моду морские купания, и в 1808 году в Биаррице принимал морские ванны Наполеон I. Императрица Евгения провела здесь на отдыхе два месяца в 1854 году, после чего император Наполеон III распорядился построить здесь резиденцию первоначально названную «Вилла Евгения» (фр. Villa Eugénie) (ныне Отель-дю-Пале). Это обстоятельство привлекло в Биарриц множество европейских коронованных особ, и курорт прославился как «король пляжей и пляж королей». В октябре 1868 года в ходе регаты Биаррица, экипажи посыльных кораблей флотилии западного побережья Франции Chamois и Argus имели честь принимать у себя на борту императрицу Евгению и её сына принца империи. Именно Биарриц стал местом встречи в сентябре 1865 года «железного канцлера» Бисмарка с императором Наполеоном III, на которой первый канцлер стремился заручиться поддержкой французского императора в прусской политике. В Биаррице сохранилось несколько необычных для этого места зданий, среди которых двухкупольная православная церковь, свидетельствующая о популярности Биаррица среди российской аристократии перед Октябрьской революцией в России (пышные визиты великих князей не нашли документального подтверждения и остаются элементом местного фольклора, однако курорт регулярно посещали различные российские знаменитости).

### Период Прекрасной эпохи

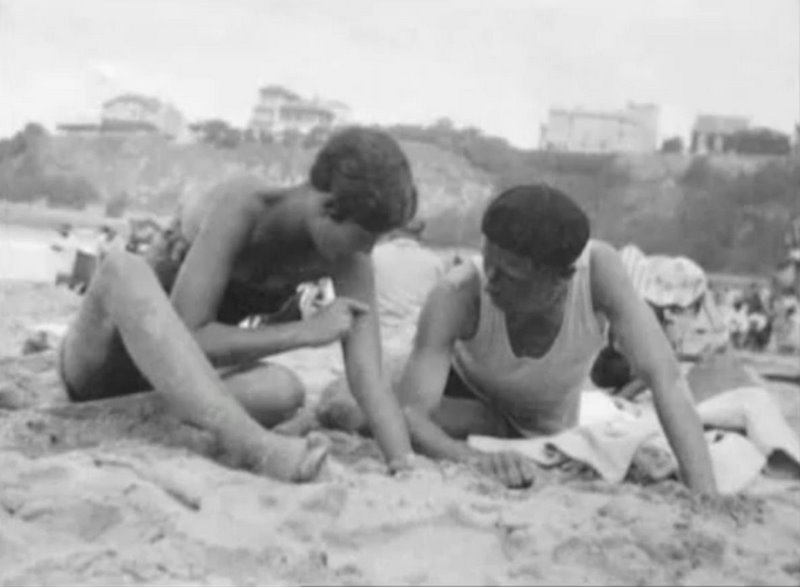
Княжна Наталья Палей на пляже Биаррица с Люсьеном Лелонгом, конец 1920-х годов

В годы Прекрасной эпохи в Биаррице открылась солевая водолечебница. Здание проектировал архитектор Лагард, первый камень заложила в декабре 1892 года королева Сербии Наталья Обренович, а торжественное открытие прошло в июне 1893 года. Чтобы подавать соляной раствор из Брискуса, в котором содержание солей в 10 раз превышало солёность морской воды, проложили подземный трубопровод длиной более 20 километров. Эту водолечебницу закрыли в 1953 году, а в 1968 году её здание снесли.
Французский политик граф Гаэтан де Ларошфуко обосновался в Биаррице в 1873 году. В его имении побывали многие знаменитости той эпохи, в том числе королева Виктория в 1889 году и княгиня Юрьевская в 1893 году. В 1947 году вилла стала интернатом при лицее. После того как имение выкупил муниципалитет Биаррица виллу снесли, чтобы построить другое здание.
В 1894 году в Биаррице открыли универсальный магазин Biarritz Bonheur, ставший храмом моды и роскоши. Его расширяли дважды, в 1911 и в 1926 годах; по состоянию на 2013 год в этом здании располагается универмаг сети Galeries Lafayette. В начале XX века большинство сотрудников универмага владели английским языком. Биарриц также тесно связан с историей французской моды, в частности с домом Chanel. В 1915 году Коко Шанель открыла в Биаррице третий по счёту бутик своего дома на проспекте Эдуарда VII (фр. avenue Edouard VII).

### Германская оккупация
Согласно Компьенскому перемирию 22 июня 1940 года по результатам успешно проведённой Германией французской кампании, город отходил в зону германской военной администрации — с 25 июня. Германский военный флот прибыл в город в июле того же года. В конце 1942 года капитан 3-го ранга Людвиг, командовавший 286-м дивизионом береговой артиллерии, задумал и создал вместе с организацией Тодта чрезвычайный командный пункт на базе отеля Регина (получивший кодовое имя BA 39-40). Эту «пещеру» день и ночь рыли заключённые концлагеря 222.
На протяжении Второй мировой войны немцы использовали скальные обрывы Биаррица для создания Атлантического вала. Продуманная оборона в Биаррице осталась не востребована, поскольку десант союзников здесь не высаживался.
17 марта 1944 года город бомбардировала авиация союзников; второй волной налёта был разрушен аэродром Парм.
После освобождения в городе несколько месяцев располагался «Американский университет Биаррица», где обучались солдаты союзнических сил.

### Наступление сёрфинга
В 1957 году американский сценарист Питер Виртел, находясь вместе с будущей супругой Деборой Керр в Биаррице проездом по случаю съёмок экранизации романа «И восходит солнце», встал на доску, присланную его приятелем из Калифорнии. Это послужило началом сёрфинга в Биаррице. Первые сёрферы соревновались друг с другом, и вскоре это увлечение стало массовым благодаря качеству волн на Атлантическом побережье. Сейчас город является одним из европейских и мировых центров этого вида спорта.
В августе 2019 года в Биаррице состоялся 45-й саммит Большой семёрки.

## Русский курорт

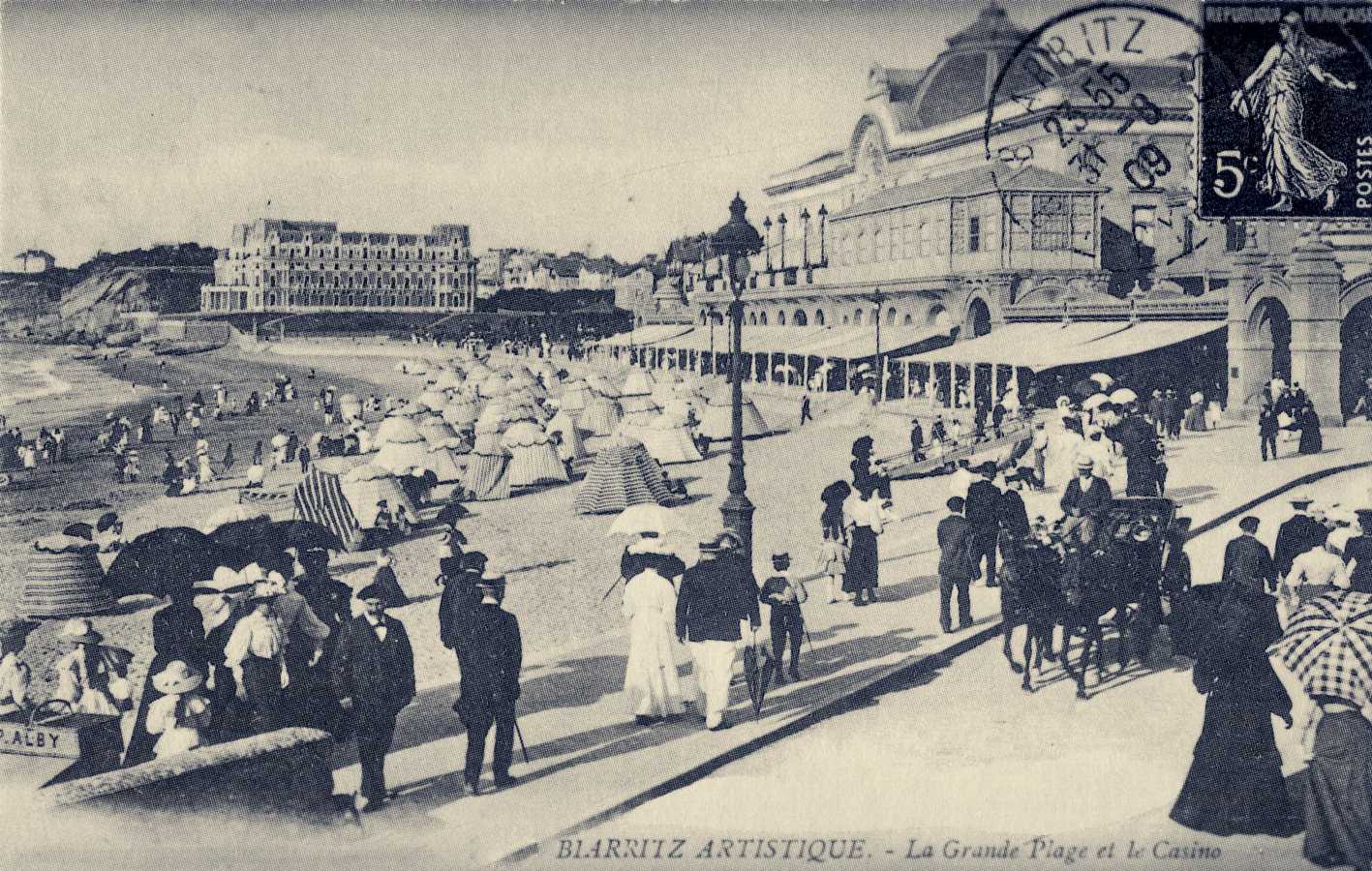
Вид на Биарриц со стороны пляжа. Почтовая открытка, 1909

В конце XIX — начале XX века Биарриц стал популярен в среде русской знати. В 1892 году в городе был освящён православный храм Александра Невского.
В Биаррице на своей вилле проживал Фёдор Шаляпин. В сентябре 1897 года здесь в отеле «Виктория» две недели провёл А. П. Чехов, по словам которого «самое интересное здесь — океан; он шумит даже в очень тихую погоду».
Сюда часто приезжал с родителями Володя Набоков. Ставший всемирно известным писателем, он впоследствии вспоминал пребывание в Биаррице, как жизнь в раю. В Биаррице великий князь Дмитрий Павлович женился на американке Одри Эмери.
Александр Блок, по совету врачей приезжавший на курорт летом 1913 года, с крайним недовольством отреагировал на увиденное здесь:

Биарриц наводнён мелкой французской буржуазией, так что даже глаза устали смотреть на уродливых мужчин и женщин… Да и вообще надо сказать, что мне очень надоела Франция и хочется вернуться в культурную страну — Россию, где меньше блох, почти нет француженок, есть кушанья (хлеб и говядина), питьё (чай и вода); кровати (не 15 аршин ширины), умывальники (здесь тазы, из которых никогда нельзя вылить всей воды, вся грязь остаётся на дне)…
После русской революции и эмиграции в городе жил принц Александр Петрович Ольденбургский.
В годы Второй мировой войны в Биаррице жили супруги Георгий Иванов и Ирина Одоевцева, Дмитрий Мережковский и Зинаида Гиппиус, а также Тэффи.
В Биаррице проживал русский писатель Василий Аксёнов, а также телеведущий Алексей Лушников, снявший документальный фильм «Посольская церковь» о соборе Александра Невского и его настоятеле отце Георгии.

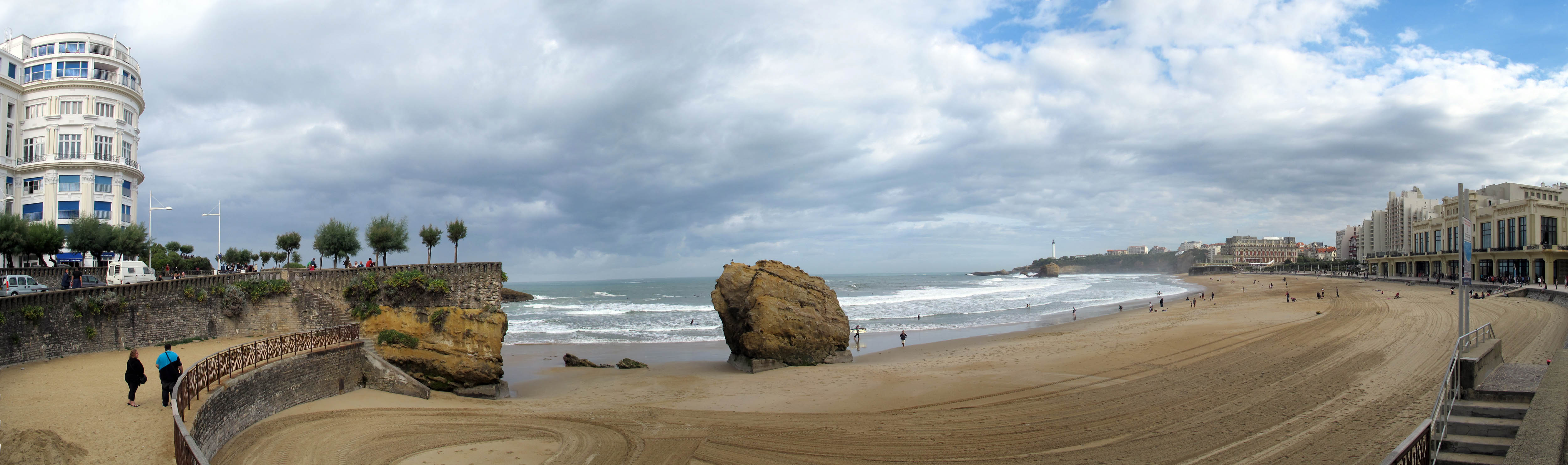
Центральный пляж Гран-Плаж

## Экономика

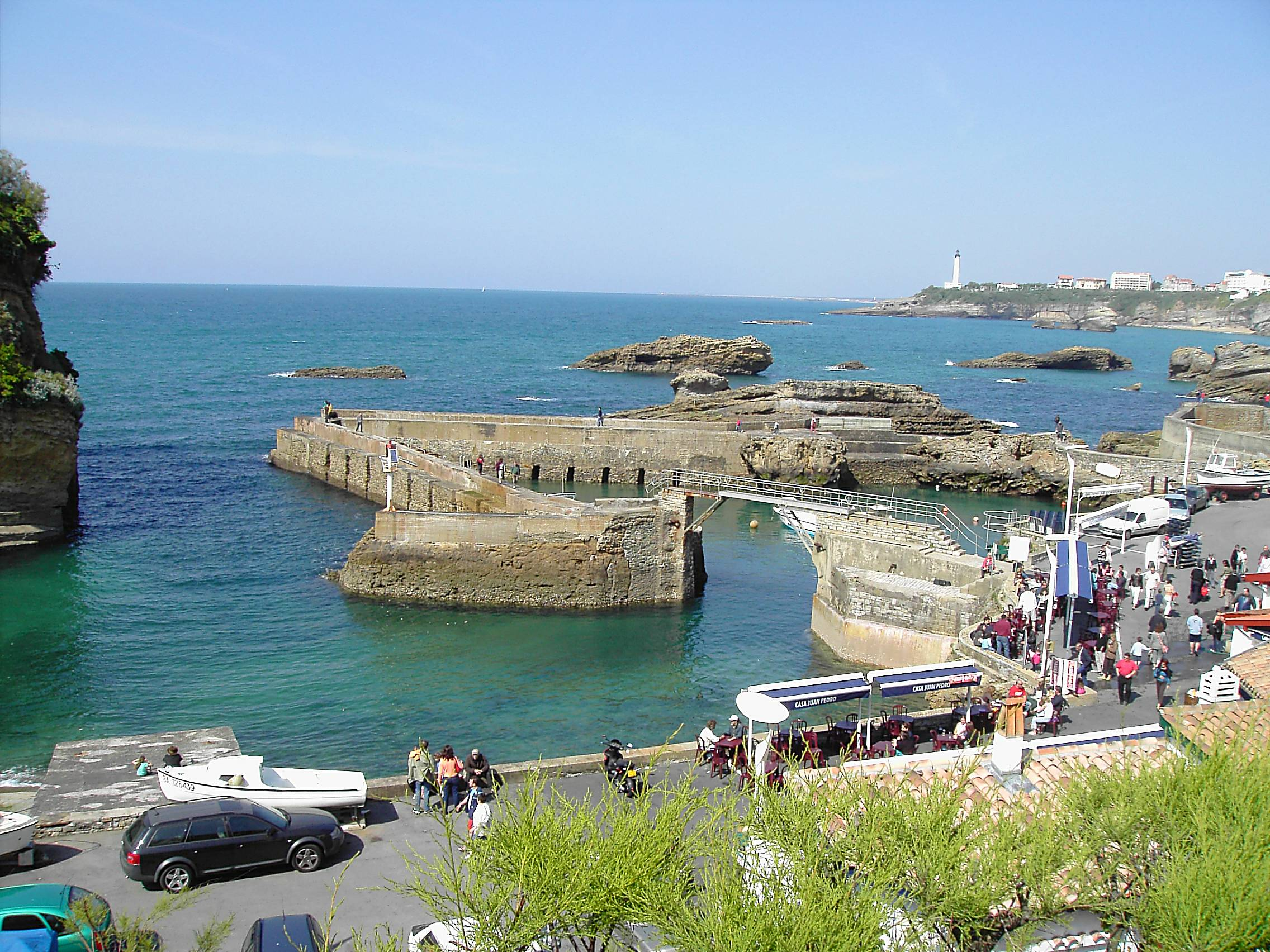
Старый порт Пор-Вьё

Биарриц всегда жил океаном. Вначале это был промысел рыбы и китов, но позднее, в конце XVIII века, благодаря целебности местного воздуха и воды по рекомендации врачей здесь появились первые отдыхающие и курортники.
Биарриц входит в состав единой агломерации вместе с соседними коммунами Англет, Байонна, Бидар и Буко, которые ведут совместное управление аэропортом Биарриц-Англет-Байонна.
Локальная экономическая деятельность в Биаррице сфокусирована главным образом на туризме, спорте (гольф, сёрфинг и регби), талассотерапии и промышленном производстве.
В Биаррице работает предприятие крупной французской авиакосмической компании Dassault Aviation, которое производит композитные элементы и выполняет сборку фюзеляжей самолётов Falcon.
Благодаря источникам соляных вод (подаются в город по трубопроводу из Брискуса) Биарриц также является бальнеологическим курортом, специализирующимся на лечении лимфатизма.
Территория коммуны включена в область разрешённого производства сыров Оссо-Ирати.

## Транспорт

### Автомобильный транспорт
Биарриц обслуживается платной автомагистралью A63 (участок Ланды — Бирьяту).
Через Биарриц проходит прежняя автотрасса 10, которая связывает Париж с Андайем, но сейчас эта трасса переведена в категорию департаментской дороги (810).

### Железнодорожный транспорт
Железнодорожный вокзал Биаррица находится в квартале Ла-Негресс, в юго-западной части города. В Биарриц приходят высокоскоростные поезда TGV.
С 1888 по 1948 год Биарриц был связан с Байонной тремя трамвайными маршрутами, для которых была построена метровая колея.

### Воздушный транспорт
Биарриц обслуживается аэропортом Биарриц-Англет-Байонна, который располагается на территории коммун Англет и Биарриц.

### Муниципальный транспорт
Биарриц обслуживается 10 маршрутами (некоторые работают только ночью, некоторые только в летние месяцы) автобусной сети Chronoplus, которая связывает город с другими коммунами агломерации: Англет, Байонна, Бидар, Буко, Сен-Пьер-д'Ирюб и Тарнос.
В 2013 году три бесплатных челночных маршрута обслуживали центральную часть города, квартал Сен-Шарль и пляжи Кот-де-Баск.

## Возможности для отдыха и лечения

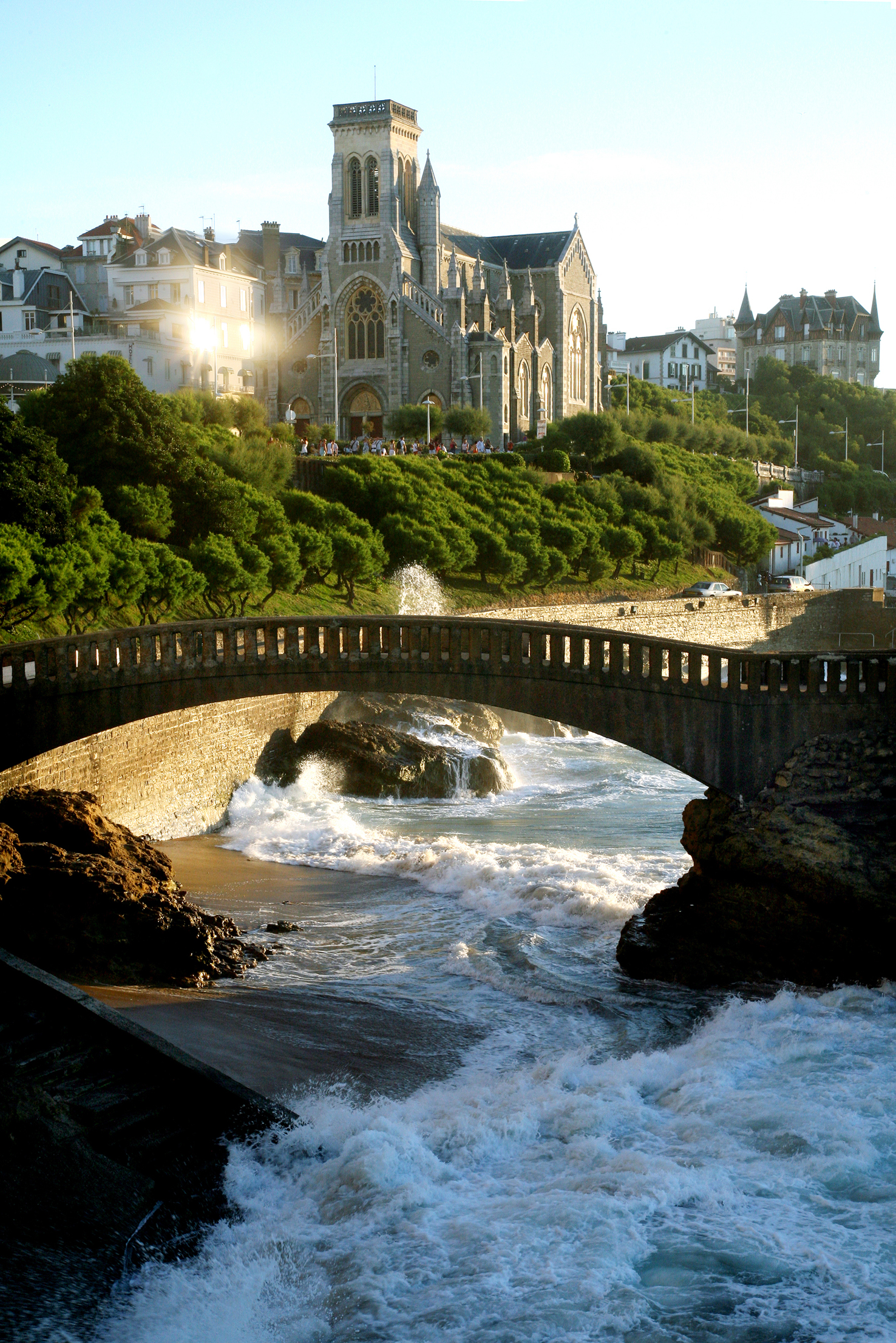
Церковь Сент-Эжени (Святой Евгении)

Город расположен на берегу небольшой уютной бухты Бискайского залива Атлантического океана. В этой бухте сложилась особая форма дна, которая способствует образованию непрерывных волн, что и сделало Биарриц особенно привлекательным для людей, занимающихся сёрфингом. Не случайно здесь, на Берегу Басков, проводится ежегодный фестиваль сёрфинга. Летом 2007 года здесь проходило большое юбилейное празднество: первые европейские смельчаки прокатились на досках именно в Биаррице летом 1957 года.
Климат Биаррица определяется океаном и близостью горного массива Пиренеев (фр. Pyrénées). Тёплое течение Гольфстрим делает Биарриц привлекательным и для тех, кто любит просто пляжный отдых. И если по всему атлантическому побережью Франции температура воды (даже жарким летом) не превышает +17°, то в Биаррице она доходит и до +25°.
В Биаррице работают несколько роскошных спа-центров при гостиницах. Климат в Биаррице тёплый, умеренно влажный. Среднегодовая температура +13,5°, относительная влажность — 68—75 %.
Основные средства лечения — океанские купания, аэротерапия, песочные и солнечные ванны.

## Культура и историческое наследие

### Музеи

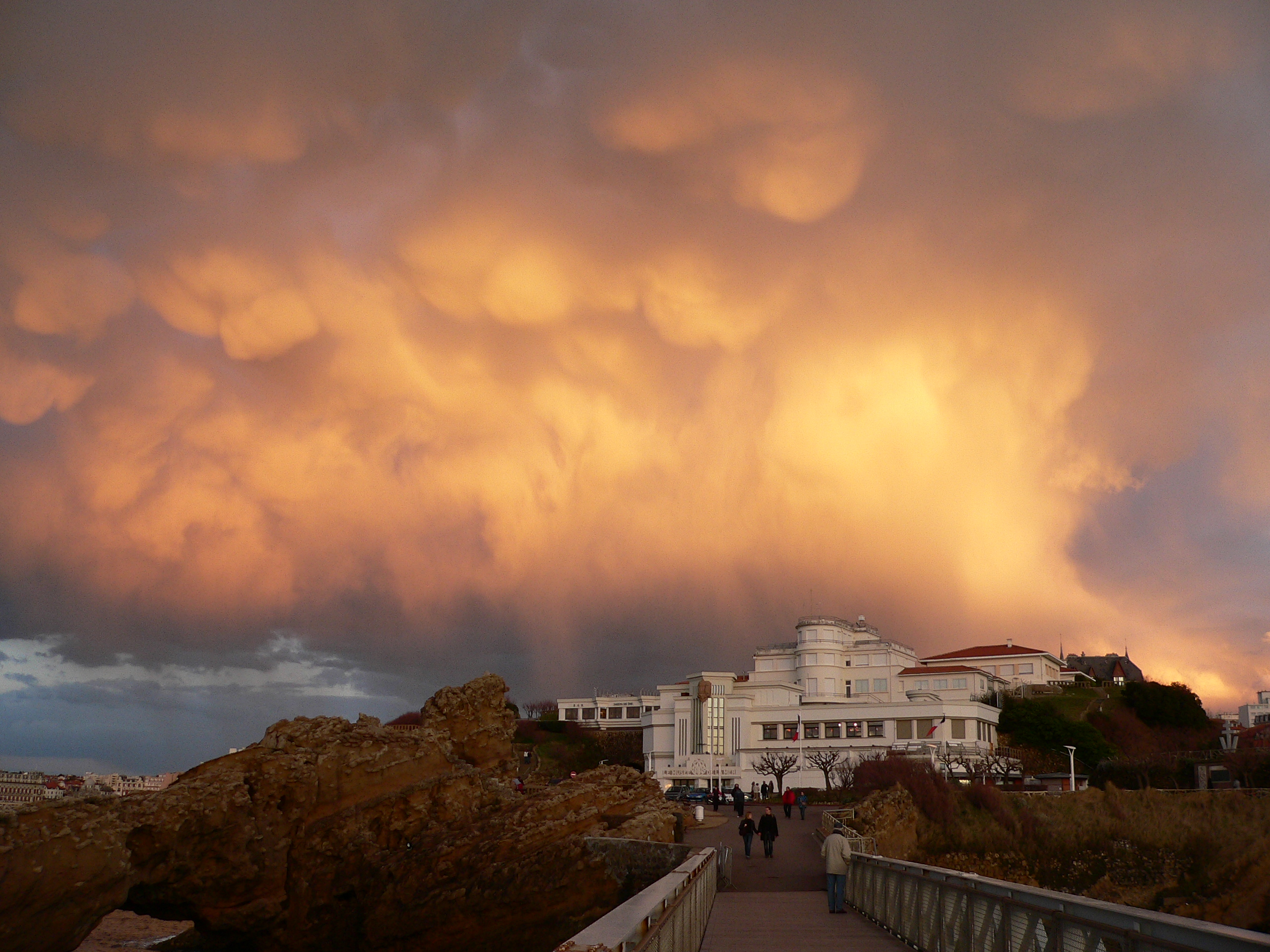
Музей моря (Биарриц)

Здание Музея моря, выполненное в стиле ар-деко, построено в 1933 году вплотную к скале на плато Аталайе у самой кромки воды. В коллекции музея представлены морские животные и птицы. Символом музея моря является белый осьминог. Исторический музей Биаррица находится в стенах старой англиканской церкви Сен-Андре (святого Андрея), выкупленной муниципалитетом в начале 1980-х годов.
В Биаррице также можно посетить музей шоколада и музей Азиатика, где на площади 800 квадратных метров представлены произведения искусства из Индии, Тибета, Непала и Китая.

### Архитектурное наследие

#### Гражданская архитектура

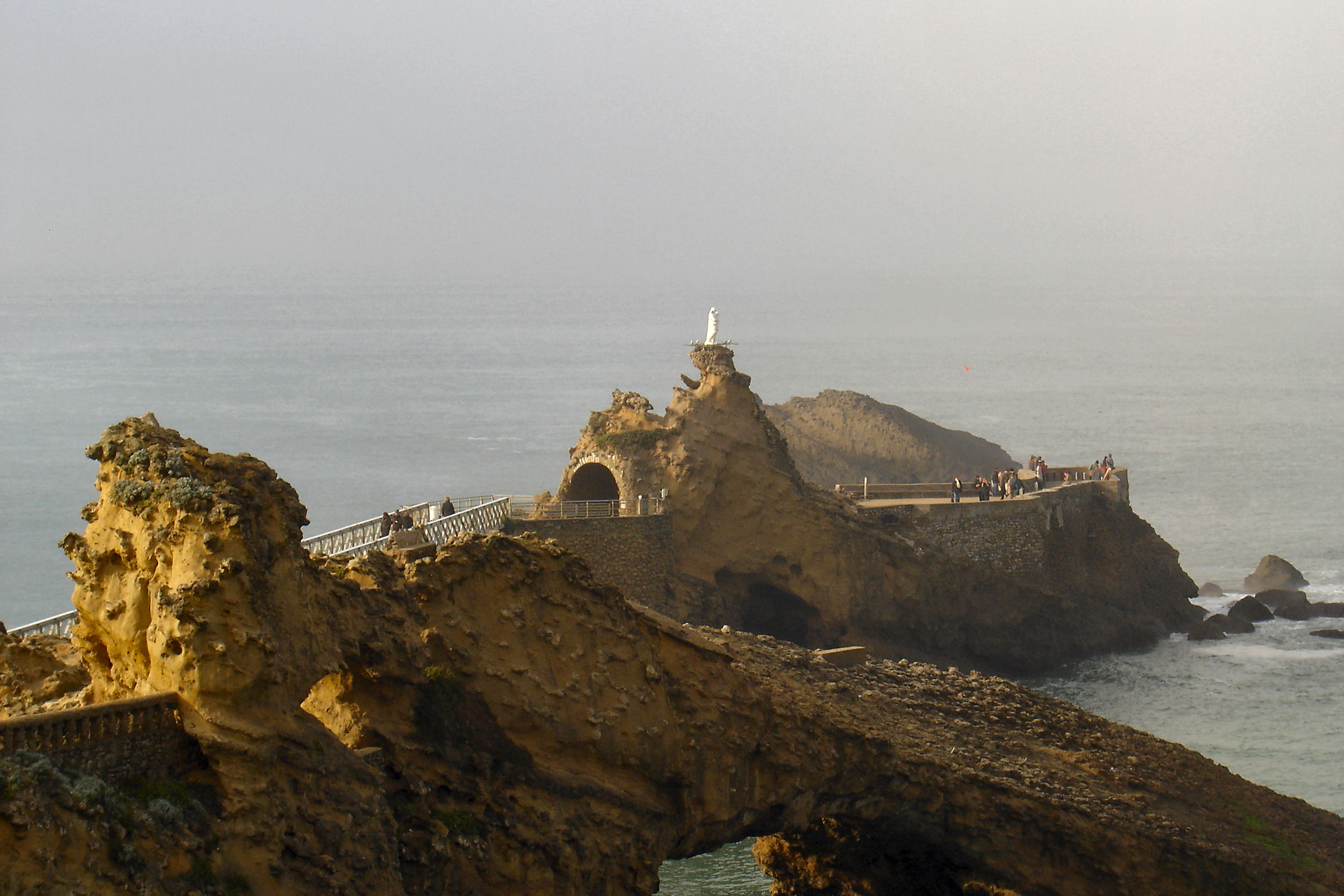
Утёс Святой Девы

- Утёс Святой Девы, традиционный символ Биаррица. Скала на этом месте была пробита по распоряжению Наполеона III, чтобы устроить порт-убежище. В 1865 году здесь установили статую Святой Девы, приобретённую на франко-испанской выставке в соседней Байонне. Старый деревянный переходный мостик, ведущий к утёсу, разрушили в 1887 году, и на его месте появился мостик работы ателье Эйфеля, который позволял пройти на утёс даже в непогоду. Находясь на этом утёсе можно наблюдать всё побережье Биаррица.
- Вилла Евгении. В 1854 году император Наполеон III заказал сооружение Отеля-дю-Пале[13], который предназначался в подарок для его супруги Эжени де Монтихо. Изначально бывший местом отдыха императрицы, этот дворец впоследствии принимал множество аристократических особ и знаменитостей той эпохи. В 1905 году дворец был преобразован в гостиницу, где останавливались Уинстон Черчилль, Владимир Путин, Коко Шанель и Фрэнк Синатра.
- Кондитерская Miremont, расположенная на площади place Clémenceau, была открыта в 1872 году. Магазин и его интерьер классифицированы как исторический памятник Франции[14]. Сюда любил наведываться король Испании Альфонсо XIII и королева Португалии Амелия Орлеанская. По выражению французского драматурга Мориса Ростяна, «к пяти часам (здесь оставалось) меньше пирожных, чем королев, и меньше ром-баб, чем великих герцогов»[15].
- Отель Англетер. В величественном здании на улице rue Mazagran прежде находился отель Англетер, открытый в 1870 году. Его решётка ворот классифицирована как исторический памятник.
- Отель Плаза (фр. hôtel Plazza) — здание в стиле ар-деко на проспекте Avenue Édouard VII (дом 7, сейчас отделение банка Barclays), классифицированный исторический памятник. Его опорные колонны украшены мозаикой Огюста Лабуре[15].
- Городское казино, построенное в стиле ар-деко, расположено в самом центре города у кромки центрального пляжа Гран-Плаж. Его реконструировали в 1990-х годах[16].
- Маяк в Биаррице был построен в 1834 году на мысе Сен-Мартен, который с моря просматривается лучше всего в этой части Бискайского залива.

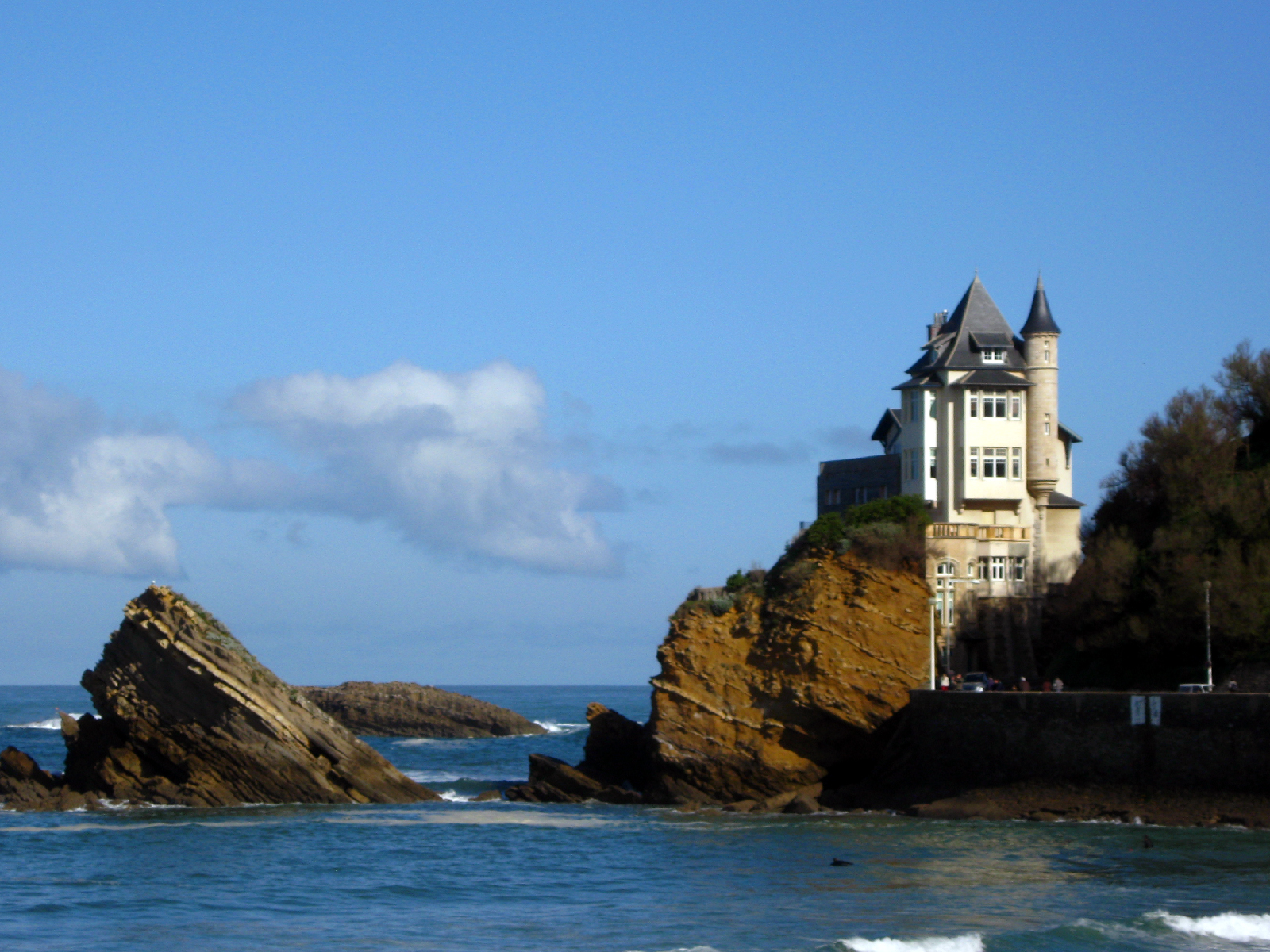
Вилла Белза

- Вилла Белза была построена между 1880 и 1895 годами по проекту архитектора Альфонса Бертрана на утёсе Кашу для Мари-Белза Дюбрёй. В эпоху «Золотых двадцатых» здесь находились апартаменты, кабаре и русский ресторан, открытый зятем Игоря Стравинского[15]. В то время вилла имела славу «последнего прибежища неисправимых кутил».
- Усадьба Франсон (фр. domaine de Françon) строилась начиная с 1880 года по заказу Джона Пеннингтона Меллора, зажиточного судовладельца. Сейчас этот комплекс является классифицированным историческим памятником и местом непритязательного отпускного отдыха.

#### Религиозная архитектура
- Императорская часовня была построена в Биаррице в 1863 году в честь побед французских войск в Мексике.
- Церковь Сен-Мартен — церковь святого Мартина — имеет примечательный фронтон с колокольней, которую белили ежегодно, чтобы она служила навигационным ориентиром рыбакам[15]. Церковь была перестроена примерно в 1450 году, а затем реконструирована в готическом стиле в 1541 году[3]. В эпоху дореволюционной Франции в стенах церкви проводились общинные собрания, где участвовали мэр-аббат и члены городского правления.
- Церковь Святой Евгении строилась с 1898 по 1903 год на месте старой часовни Notre-Dame-de-Pitié (в честь Пресвятой Богородицы Скорбящей или Милующей). В интерьере церкви использованы красивые витражи работы Люка-Оливье Мерсона.
- Русская церковь Александра Невского (Галльская митрополия) на проспекте Императрицы (фр. avenue de l’Impératrice) возведена в византийском стиле на средства российских жертвователей и муниципалитета в конце XIX века[17].

### Природное наследие
- Обрывистый скалистый берег Биаррица[18] с начала XX века испытывает постоянную эрозию, уменьшаясь на 70 см каждый год. Остановить эту тенденцию пока не удаётся, несмотря на активные работы муниципалитета.
- Пляжи. На территории Биаррица имеется ряд прекрасных пляжей[19]: пляж Мирамар, Гран-Плаж, Пор-Вьё, Кот-де-Баск, пляж Марбелла и пляж Миледи.
- Природные зоны. Муниципалитет ухаживает за лесными участками площадью 120 га, а также за двумя озёрами — lac Marion и lac Mouriscot. Городской парк был открыт в 1903 году в центре города напротив Южного вокзала, который сейчас превращён в городской Культурный центр. На территории коммуны также находится парк parc Mazon и сад jardin Lahouze.

## Города-побратимы
- Огаста, США (с 1992 года)
- Кашкайш, Португалия (с 1986 года)
- Иксель, Бельгия (с 1958 года)
- Херес-де-ла-Фронтера, Испания (с 1996 года)
- Сарагоса, Испания (с 1986 года)
- Мар-дель-Плата, Аргентина (с 1996 года)